# Oreophryne hypsiops
Espèce
Statut de conservation UICN

 LC  : Préoccupation mineure
Oreophryne hypsiops est une espèce d'amphibiens de la famille des Microhylidae.

## Répartition
Cette espèce est endémique de Papouasie-Nouvelle-Guinée. Son aire de répartition concerne le Nord du pays. Elle est présente du niveau de la mer jusqu'à 975 m d'altitude,.

## Description
Oreophryne hypsiops mesure de 22 à 23 mm pour les mâles et de 25 à 26 mm pour les femelles. Son dos varie du gris foncé au brun gris avec des taches plus ou moins distinctes et un marque en forme de W dans la région scapulaire. Le bas de son dos présente habituellement des ocelles noires. Son ventre est généralement gris.

## Étymologie
Son nom d'espèce, du grec hypsi, « en haut », et ops, qui a la double signification d'« œil » et de « voix », lui a été donné en référence au fait que ces grenouilles vocalisaient souvent au-dessus de la tête des équipes venues les collecter ou les enregistrer et ce de manière frustrante.

## Publication originale
- Zweifel, Menzies & Price, 2003 : Systematics of microhylid frogs, genus Oreophryne, from the North Coast Region of New Guinea. American Museum Novitates, no 3415, p. 1-31 (texte intégral).